# سباق قوارب الكاياك

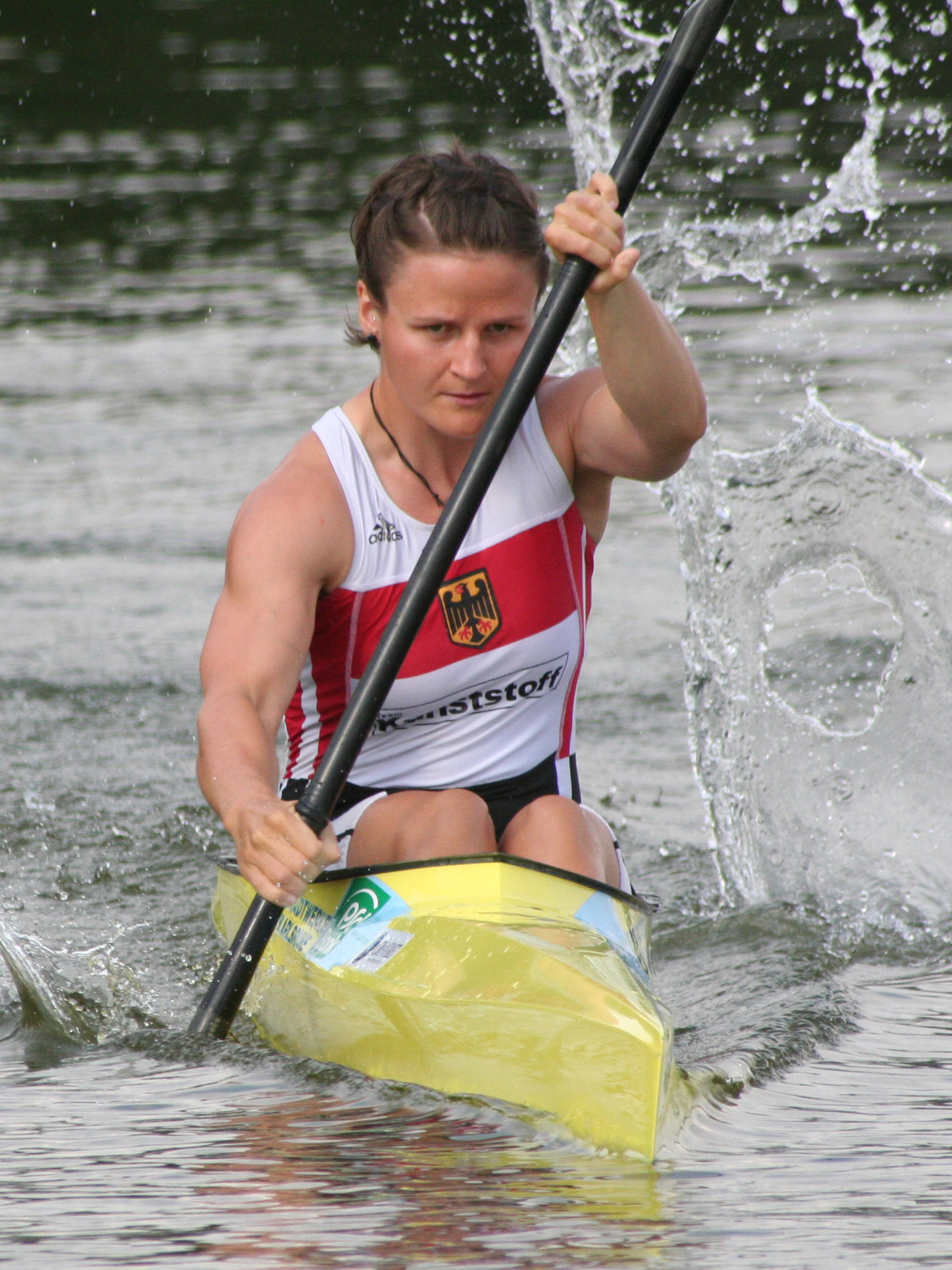
سيلك هورمان في قوارب الكاياك ذات العوارض الضيقة

سباق قوارب الكاياك هي رياضة تقام على المياه الهادئة (البحيرات ، تيارات المياه المسطحة ، وما إلى ذلك مع الأمواج الصغيرة). يكون المجدِّف جالسًا ومتجهًا للأمام ويستخدم مضربًا مزدوج الشفرة يسحب الشفرة عبر الماء على جوانب بديلة لدفع القارب للأمام. كان سباق قوارب الكاياك في كل دورة ألعاب أولمبية صيفية منذ ظهوره لأول مرة في الألعاب الأولمبية الصيفية لعام 1936 [الإنجليزية]. يحكم الاتحاد الدولي للكانو السباق .

## التاريخ والتصميم
قد تحتوي القوارب على دفة واحدة يجب أن تكون تحت بدن القارب. يتم التحكم في الدفة بواسطة أقدام المجدِّف (المجدف الأول في تصميمات متعددة الأشخاص). سيتم تصميم القارب ليكون مكانًا للجلوس ، بدلاً من تزلج ‏ على الأمواج.
| القوارب                  | كي 1 | كي 2 | كي 4 |
| ------------------------ | ---- | ---- | ---- |
| الطول الأقصى بالسنتيم    | 520  | 650  | 1100 |
| الوزنالأدنى بالكيلو جرام | 12   | 18   | 30   |

تتسابق الأطقم أو الأفراد على أكثر من 200 م ، 500 م ، 1000 م ، أو 5000 م ، مع كون القارب الفائز هو أول من يعبر خط النهاية.
في المنافسة ، يُشار إلى عدد المجدفين داخل القارب برقم بجانب نوع القارب ؛ تشير كي 1 إلى سباق قوارب الكاياك الفردي وكي 2 للأزواج وأطقم كي 4 إلى طاقم مكون من أربعة أفراد.
طُورت قوارب الكاياك كي-3 في جنوب إفريقيا لاستخدامها في فيش ريفر كانوي ماراثون [الإنجليزية].
تصنع قوارب الكاياك الحديثة بشكل عام من مواد مركبة خفيفة الوزن مثل ألياف الكربون والألياف الزجاجية ؛ استخدم الخشب سابقًا في قوارب الكاياك القديمة جنبًا إلى جنب مع الفولاذ لبعض أقسام القارب (مثل الدفة). فهي ضيقة وغير مستقرة للغاية ومكلفة. نتيجة لذلك، لا يُقصد استخدامها في أي شيء آخر غير المجاري المائية المسطحة - يمكن أن تنقلب و / أو يتم جرها تحت الماء في موجات معتدلة. عادةً ما يكون شعاع القارب المسطح أعرض قليلاً من فخذيه ويتطلب من المجدف ثني أرجله في القارب، مما يسمح بالشكل الطويل والضيق لتقليل مقاومة المائع.
تتشابه قوارب الكاياك في سباق الكانوي مع زوارق الكانو السريعة [الإنجليزية]، وعادة ما يكون كلا نمطي القارب في نفس النادي أو مع نفس الفريق.
المجاذيف المستخدمة في قوارب السباق السريع مصنوعة من ألياف الكربون و / أو الألياف الزجاجية. وفقًا لتقدير المجذاف، قد يكون المجذاف مائلًا ليناسب شوط المجذاف. بالإضافة إلى ذلك، غالبًا ما تستخدم المجاذيف ذات قمة الجناح، مع الزاوية العلوية للمجداف التي تشكل كوبًا (مثل حجامة اليد لتجديف الماء) للمساعدة في زيادة السرعة والتحكم في المنعطفات ومقاومة المائع مع الحفاظ على التوازن.